# Kraină
Krai(nă) (în limba rusă: край) este denumirea sub care sunt cunoscute șapte dintre cele 88 de subiecte federale ale Rusiei. Deoarece cuvântul krai în (varianta mai cunoscută în limba română fiind craină) mai înseană și graniță ori margine, el mai denumește și regiunile localizate de-a lungul periferiilor geografice sau economice. În denumirile geografice, cuvântul rusesc край arată poziționarea la granița/marginea a unor teritoriilor slave: Украйна – Ucraina (aflată la granița apuseană a Rusiei) sau Крајина –Kraina (mai multe teritorii locuite de sârbii ortodocși în zonele de graniță ale Croației catolice sau Bosniei).
În alte limbi decât cele slave s-a încercat găsirea unor echivalente precum ar fi teritoriu, provincie, sau regiune, deși mult mai corect s-ar putea traduce prin "zona de frontieră".
Krainele, oblastele și republicile au statut constituțional egal în cadrul Federației Ruse. Unele dintre krainele Rusiei au suprafețe uriașe, fiind mai întinse decât cele mai multe țări europene.
Krainele sunt împărțite în raioane.